# Naggen (tidning)
Naggen var en  radikal svensk skämttidskrift, som gavs ut 1913–22.”Sverige har haft många skämttidningar men endast en Naggen,” skrev  Per Anders Fogelström i Skämt och oförskämt, Hökerbergs förlag, Stockholm 1949. Epitetet ”Sveriges olydigaste skämttidning” fick Naggen av Ivar Öhman i Skämt på allvar, Rabén & Sjögren, Stockholm 1943.
Naggen skapades av författaren Erik Lindorm och tecknaren Ivar Starkenberg efter mönster av den tyska tidskriften Simplicissimus. Planerna tog form redan våren 1911. Ett arbetsnamn var ”Antikrist”. Namnet Naggen, liksom omslaget till det första numret och redaktörernas anmälan anspelade på tidens pornografi:
”De som möjligen med anledning av första sidans teckning och text herinne bespetsat sig på något riktigt saftigt måste känna sig besvikna. Ty vi ha lurat dem. Alla som har köpt detta nummer i syfte att skaffa sig ryggmärgskittlingar kunna alltså återgå till de slemmiga prässalster som tillhandahålla sådana. Vi ämna inte stå till tjänst. Över våra spalter skall det stå frisk luft och inget sängkammarkvalm. Det skulle värkligen hedra svenska folket om denna tidning kunde gå. Men vi hysa inga stora förhoppningar…”
Under 1912 publicerades tre provnummer. Den kontinuerliga utgivningen kom igång med ekonomisk stötta av preventivmedelspionjären Nils Adamsson den 1 oktober 1913. Sex nummer av tidningen kom ut 1913, år 1914 kom tidningen ut var fjortonde dag, 1915-16 en gång i veckan, 1917-20 på nytt varannan vecka och därefter sporadiskt. Naggen skrevs till stor del av Lindorm själv under olika pseudonymer, som för att ge intryck av en större medarbetarskara. Antalet medverkande skribenter var ändå cirka hundra. ”Lindorms kanske främsta insats som redaktör var att han lyckades engagera så många skickliga illustratörer. Ingen samtida svensk skämttidning hade åren 1914-18 något liknande. (Axel) Uhlén uppger att Lindorm själv oftast gav illustratörerna uppslag till deras satiriska omslagsbilder.”I de tre första numren, under pilotutgivningen 1912, stod Ivar Starkenberg ensam för bildmaterialet – till allt utom det braskande första omslaget. Evald Palmlund anger att detta är tecknat av P. Arnold. Samarbetet med Nils Adamsson bröts våren 1914. Erik Lindorm ägde tidningen från våren 1914 till dess nedläggning. Ivar Starkenberg lämnade redaktionen sommaren 1915.
”Tidpunkten för Naggens framträdande var väl vald. Det fanns gott om fiender, och det blåste friskt från alla håll i samhället. De politiska partierna hade inte så svårt att urskilja varandra som nu. Man talade t.o.m. om ’de två nationerna’, högern och vänstern. Högern ville ha F-båtar, vänstern var antimilitäristisk. Statsministerns öknamn var Hungerskjöld, och socialisterna titulerades landsförrädare. En högerman igenkändes ganska lätt: en välfödd herre i frack och hög hatt. Och en socialist var detsamma som en magerlagd person med fladdrande halsduk, bredbrättad hatt och byxor med knän på. Om någon individ uppträdde utan någon av dessa politiska uniformer kunde han inte vara annat än liberal eller politiskt obildad. Vilket f.ö. enligt högerns och vänsterns samstämmiga uppfattning var ungefär detsamma. Det rådde ingen brist på stridsämnen eller originella fysionomier. Värnor Rydén och Hjalmar Branting var tacksamma att karikera, Sven Hedin och hans ryska sågfilare var ett outslitligt tema – och så fanns ju Hinke att tillgå. Ville man vara nationell och ändå radikal pekade man vredgat på landets tyskfödda drottning, hedersöverste vid ett av kaiserns regementen.”